# Siedliska Sławęcińskie

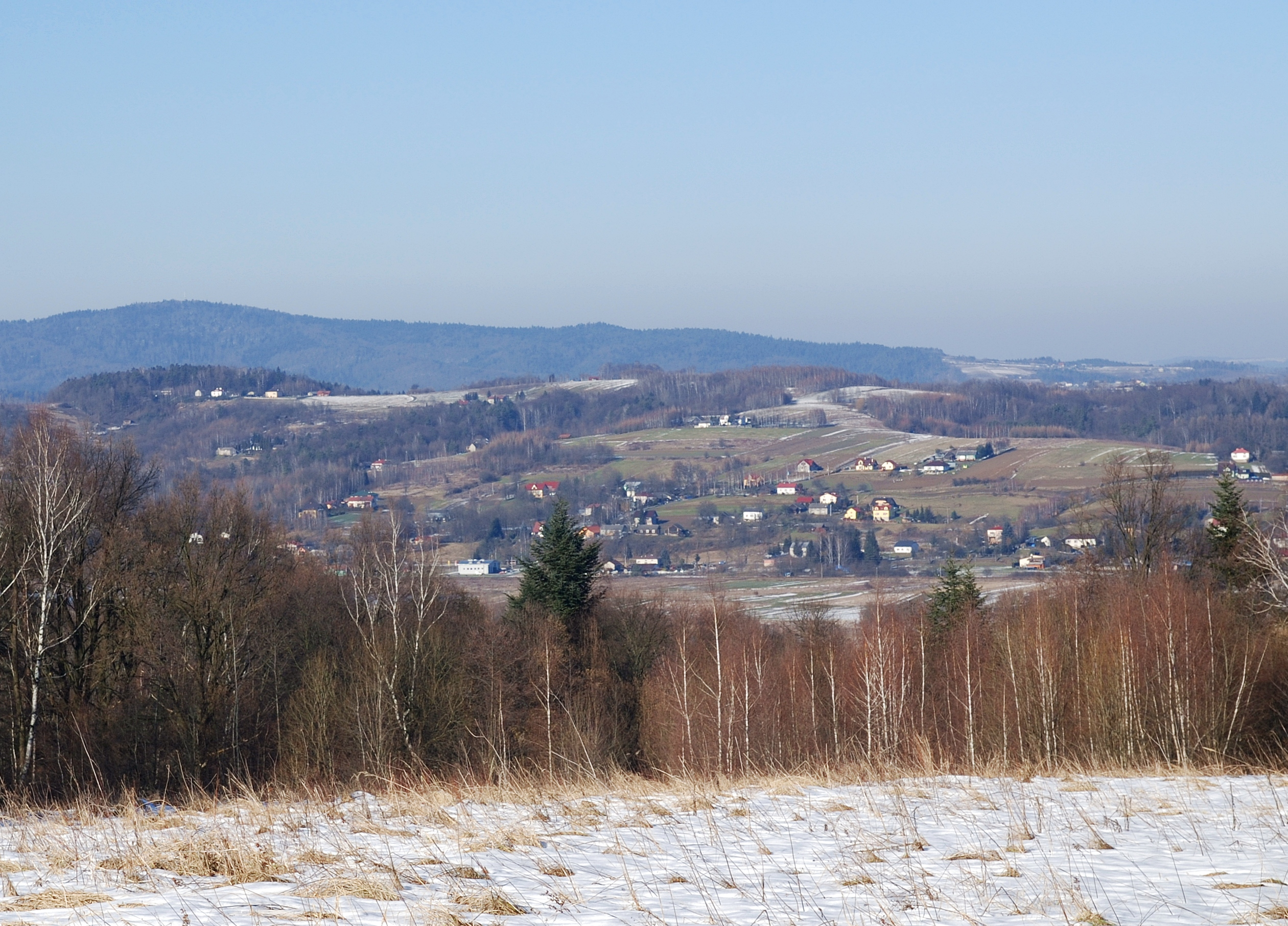
Widok na wieś z Przysiek

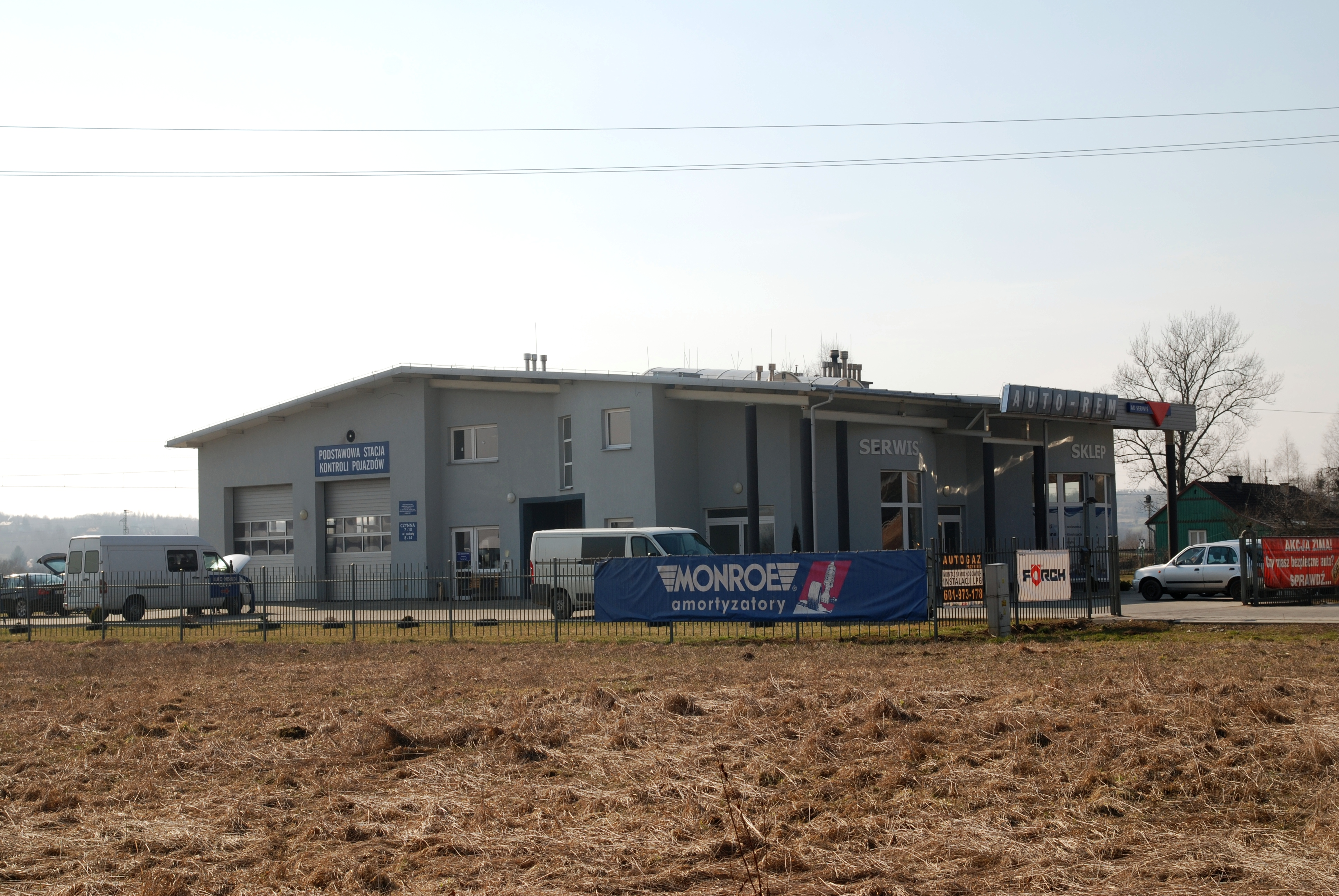
Stacja Kontroli Pojazdów

Siedliska Sławęcińskie (do 14 lutego 1968 Siedliska) – wieś w Polsce położona w województwie podkarpackim, w powiecie jasielskim, w gminie Skołyszyn.
W roku 2021 we wsi mieszkało 216 mieszkańców, z czego 48,6% stanowiły kobiety, a 51,4% mężczyźni.
| SIMC    | Nazwa   | Rodzaj    |
| ------- | ------- | --------- |
| 0360276 | Dół     | część wsi |
| 0360282 | Granice | część wsi |

Miejscowość leży nad rzeką Ropą przy drodze krajowej nr 28 na trasie Gorlice - Jasło, oraz w pobliżu linii kolejowej nr 108 z najbliższą stacją w Przysiekach.

## Położenie geograficzne
Siedliska Sławęcińskie leżą w Obniżeniu Gorlickim (513,66) na Pogórzu Karpackim w południowo-wschodniej Polsce. Wieś graniczy od północy z Bączalem Dolnym, od wschodu z Przysiekami, od południa z Pustą Wolą i od strony zachodniej ze Sławęcinem.  Najbliższymi miastami są: Jasło (województwo podkarpackie) w odległości 7,7 kilometra i Biecz (województwo małopolskie) odległy o 7,4 kilometra. Jest to niewielka wieś o obszarze 139,3 ha. W latach 1975–1998 miejscowość administracyjnie należała do województwa krośnieńskiego.
W Siedliskach Sławęcińskich znajduje się fragment specjalnego obszaru ochrony siedlisk w ramach sieci Natura 2000 o nazwie „Wisłoka z dopływami” i obejmuje obszar koryta rzeki Ropy wraz z wiklinami nadrzecznymi.

## Historia
Siedliska Sławęcińskie założono na prawie niemieckim w 1398 roku na bazie istniejącej już osady. W ten sposób weszły w skład dóbr królewskich i jako tenuta (dzierżawa) dość często zmieniały użytkownika. I tak w 1451 roku wymieniana była Katarzyna Budziszowska; w 1472 roku Jan Oświęcim; w 1476 roku Jan Brzeziński; w 1480 roku Paweł z Klęczan; w 1496 roku Jan z Klęczan; w 1502 roku Jan i Stanisław Winiarscy ze Skryszowa; w 1508 roku Jan Milorad ze Sławęcina jako posiadacze Siedlisk Sławęcińskich.     
W XVI wieku Siedliska Sławęcińskie weszły w skład klucza dóbr królewskich czyli starostwa niegrodowego z siedzibą w Trzcinicy, do którego należały jeszcze Przysieki, Pusta Wola i Jareniówka.
W 1581 roku starostwo trzcinickie należało do hr. Zofii Ocieskiej.; wieś dzierżawi Taszycki i są to: półtora łana kmiecego, 3 zagrody z rolą, 1 komornik z bydłem i 5 komorników bez bydła.
W 1595 roku klucz trzcinicki trzymał Joachim Ocieski kanclerz koronny, starosta olsztyński (zm. 1613 r.) najmłodszy syn Jana i Zofii Ocieskich. W skład dzierżawy wchodziły: Gądki folwark, Jareniówka, Przysieki, Przysieczki, Pusta Wola, Siedliska Sławęcińskie i Trzcinica.. W 1629 roku dzierżawcą wsi był Rusiecki. W latach 1634–1710 Siedliska Sławęcińskie znajdowały w rękach starostów libuskich, rodziny Rejów. W 1772 roku starostwo trzcinickie  z Siedliskami Sławęcińskimi dzierżawią Wilhelm i Petronela Siemieńscy, a po I rozbiorze Polski władze austriackie przystąpiły do zbywania królewszczyzn.
W 1777 roku starostwo nabył Stanisław Jabłonowski, zięć Siemieńskich. Następnie w latach 1828-1856 drogą powiązań rodzinnych Siedliska przeszły w posiadanie rodziny Stadnickich (Antoniego i jego synów). W 1856 roku Józef Bärenreither nabył starostwo trzcinickie, a potem jego żona Józefa sprzedała w 1872 roku  hr. Szczęsnemu Włodkowi. W 1897 roku odziedziczył majątek hr. Stanisław Włodek, syn Szczęsnego. W 1945 roku właścicielem majątku dworskiego w Siedliskach Sławęcińskich o powierzchni 21,36 ha była Maria de Lavaux. Są to głównie lasy (19,67 ha) oraz użytki rolne (1,69 ha), które upaństwowione przejmuje w całości Nadleśnictwo w Kołaczycach.
W 1890 roku było we wsi 27 domów mieszkalnych, w 2000 - 67, a w 2011 roku 73 domy mieszkalne. W Siedliskach Sławęcińskich nigdy nie było szkoły, a dzieci uczęszczają do szkół w Przysiekach i Skołyszynie. Wierni rzymskokatoliccy należą do parafii w Sławęcinie. We wsi działa Ochotnicza Straż Pożarna, powstała w 1900 roku. Po wybudowaniu w 1976 roku remizy i domu ludowego OSP w Siedliskach połączyła się w jedną organizację z OSP w sąsiednim Sławęcinie. W 2000 roku OSP Sławęcin-Siedliska otrzymała sztandar i została odznaczona Złotym Znakiem Związku.
Na frontowej ścianie remizy 10 listopada 1984 roku odsłonięto tablicę upamiętniającą śmierć dwóch żołnierzy AK w czasie akcji dywersyjnej na mostku kolejowym w Siedliskach Sławęcińskich w 1944 roku.
W wyborach prezydenckich w 2010 i w 2015 roku wieś głosowała zdecydowanie na kandydatów konserwatywno-chadeckiej partii Prawo i Sprawiedliwość (2010: Jarosław Kaczyński, 69,44%, 2015: Andrzej Duda, 73,75%) i wygrali oni z przedstawicielem chrześcjańsko-demokratycznej Platformy Obywatelskiej (2010: Bronisław Komorowski, 30,56%, 2015: Bronisław Komorowski, 26,25%)).
Na placu obok remizy w dniu 28 listopada 2014 roku dla upamiętnienia 25 lat wolności w Polsce odpowiadając na akcję prezydenta Bronisława Komorowskiego i Lasów Państwowych posadzono dąb wolności przy udziale miejscowej OSP.

## Ludność
Na koniec 2015 roku Siedliska Sławęcińskie liczyły 211 mieszkańców, a średnia gęstość zaludnienia  wynosiła 152 osoby/km². Według danych na koniec 2012 roku na ogólną liczbę 219 mieszkańców było 100 kobiet i 119 mężczyzn; 181 osób dorosłych i 38 osób poniżej 18 roku życia oraz 34 mieszkańców w wieku emerytalnym.   

- Wykres liczby ludności w Siedliskach Sławęcińskich na przestrzeni lat [20][21][22][23]:

| wykształcenie dane z Narodowego Spisu Powszechnego z 2002 roku |      |            |          |         |        |
|                                                                | brak | podstawowe | zawodowe | średnie | wyższe |
| osób                                                           | 4    | 70         | 61       | 46      | 6      |
| kobiet                                                         | 2    | 42         | 23       | 23      | 3      |
| mężczyzn                                                       | 2    | 28         | 38       | 23      | 3      |

- Ludność w wieku 13 lat i więcej według płci i poziomu wykształcenia w 2002 roku[24]:

### Turystyka
Przez wieś przebiegają następujące szlaki turystyczne:
 Szlaki piesze 
- fragment Międzygminnego spacerowego szlaku turystycznego Święcany-Przybówka wytyczonego w 1995 roku, który przebiega przez północną część wsi wzdłuż asfaltowej drogi gminnej Sławęcin -Przysieki.

### Związani z Siedliskami Sławęcińskimi
- Jacenty Mastej - ks.prof., o bogatym dorobku naukowym, nauczyciel akademicki, kierownik Katedry Chrystologii Fundamentalnej na Wydziale Teologii Katolickiego Uniwersytetu Lubelskiego[26], rektor Wyższego Seminarium Duchownego w Rzeszowie w latach 2010-2014. Pochodzi z Siedlisk Sławęcińskich[27].